# Wilfried Bony
Wilfried Guemiand Bony (* 10. Dezember 1988 in Bingerville) ist ein ivorischer Fußballspieler. Der Stürmer absolvierte 2010 sein erstes Länderspiel für die ivorische A-Nationalmannschaft.

## Vereinskarriere
Wilfried Bony begann mit dem Fußballspielen im Alter von fünf Jahren bei Maracana Bingerville. Von 2003 bis 2005 spielte der Stürmer für die Football Academy von Cyrille Domoraud. Seine erste Station im Seniorenbereich war der ivorische Erstligist Issia Wazi.
Im Oktober 2007 wechselte Bony in die tschechische Gambrinus-Liga zu Sparta Prag. Bei Sparta wurde er zunächst im B-Team eingesetzt. Den Sprung in den A-Kader schaffte er im Sommer 2008. In der Spielzeit 2008/09 war der Ivorer Ergänzungsspieler; in 16 Partien erzielte er drei Tore. In der Saison 2009/10 war er Stammspieler und gewann die tschechische Meisterschaft mit Sparta Prag.
In der Winterpause der Saison 2010/11 wechselte Bony zu Vitesse Arnheim und unterschrieb einen bis 2014 laufenden Vertrag. In der Saison 2012/13 wurde er mit 31 Toren in 30 Spielen Torschützenkönig der Eredivisie. Zur Saison 2013/14 wechselte er in die Premier League zu Swansea City. Er unterschrieb einen Vierjahresvertrag und kostete 12 Mio. Pfund Sterling (ca. 14 Mio. Euro) Ablöse.
Im Januar 2015 unterschrieb Bony einen bis zum 30. Juni 2019 gültigen Vertrag bei Manchester City. Dort konnte er sich allerdings nicht durchsetzen, sodass er am 31. August 2016 bis zum Ende der Saison 2016/17 an Stoke City ausgeliehen wurde. Dort kam Bony bis zum Ende des Jahres auf zehn Premier-League-Einsätze, in denen er zwei Tore erzielte. Nachdem er zu Jahresbeginn an der Afrikameisterschaft 2017 teilgenommen hatte, kam er bis zum Saisonende nicht mehr zum Einsatz.
Zur Saison 2017/18 kehrte Bony zunächst zu Manchester City zurück, spielte in den Planungen von Pep Guardiola jedoch keine Rolle, sodass er am 31. August 2017 zu Swansea City zurückkehrte. Er erhielt einen Vertrag bis zum 30. Juni 2019.

## Nationalmannschaft
Bony debütierte am 9. Oktober 2010 beim 1:0-Auswärtserfolg gegen Burundi in der ivorischen Nationalmannschaft. Für die Afrikameisterschaft 2015 wurde er von Trainer Hervé Renard in den ivorischen Kader berufen. Dabei kam er in allen sechs Spielen seiner Mannschaft zum Einsatz und wurde am 8. Februar 2015 durch einen Finalsieg im Elfmeterschießen gegen Ghana Afrikameister.

## Erfolge
Manchester City
- League-Cup-Sieger: 2016

Nationalmannschaft
- Afrikameister: 2015